# Chiesa di San Giovanni Battista in Malina
La chiesa di San Giovanni Battista in Malina è un piccolo edificio religioso situato nel centro di Moimacco (UD).
L’origine dell’edificio risalirebbe al periodo che va dall’VIII al XII secolo, epoca che trova validi riscontri nella struttura muraria dell’attuale manufatto, anche se le prime testimonianze formali attestano la presenza della Chiesa di San Giovanni in Malina di Moimacco al XIV secolo.
La notte del 25 gennaio 1348, un sisma colpì Venezia e il Friuli rovinando la Basilica di Aquileia e distruggendo torri e palazzi a Cividale, Gemona e Udine. Anche la chiesetta fu danneggiata e questa fu l’occasione per modificarne la pianta con l’aggiunta dell’abside circolare fortificata con muratura - realizzata con le pietre dei torrioni cividalesi - e la copertura a cono con lastre di ardesia.
L’invasione turca del 1477, la lunga guerra del 1500 tra Impero Austriaco e Repubblica Veneta e soprattutto il disastroso terremoto del 26 marzo 1511 portarono nuovi cambiamenti alla struttura della chiesetta con l’apertura di finestre, una nuova copertura del tetto e il rifacimento della monofora campanaria. Tutte queste opere vennero finalizzate con la riconsacrazione del 1572.
Questo restauro post sismico coincise anche con un rinnovamento artistico, già iniziato nel XIV secolo con la realizzazione degli affreschi nell’abside e proseguiti nel XV secolo con la composizione dell’altare ligneo della Vergine incoronata in trono col Bambino (al centro) e le statue di San Giovanni Battista col filatterio e San Gervasio con al fianco la spada (ai lati). Queste opere, attualmente conservate presso il Museo Archeologico di Cividale del Friuli, furono spostate presso la chiesa di San Donato in Valle a Moimacco, mentre la chiesa di San Giovanni fu dotata di un altro altarolo (tuttora presente) con al centro la statua lignea di San Giovanni Battista e ai lati, in pittura, la Vergine e l’Annunciante, in stile rinascimentale del tardo Cinquecento.
Ulteriori interventi di restauro furono eseguiti nei secoli XVII-XVIII. Ne è testimonianza una data incisa sull’architrave dell’ingresso principale nel 1701.
Nel 1742 furono autorizzati nuovi lavori: si realizzarono un’apertura semicircolare sopra la porta laterale ed altre finestre rettangolari, si rinnovarono la pavimentazione e il tetto e si defrescò l’interno. Compiuti i restauri, la chiesa venne riconsacrata nell’anno 1764.
Alla fine del XIX secolo, a causa di un’epidemia di colera, la chiesetta venne adibita a lazzaretto, mentre durante la Prima Guerra Mondiale (1915 – 1918) fu occupata dalle truppe italiane che vi costruirono i dormitori. Durante l’invasione austro-ungarica, nel 1918, vennero requisite le campane della chiesa. Alla fine della guerra il manufatto fu restituito alla parrocchia.
Il terremoto che sconvolse il Friuli nel 1976 rese necessari alcuni interventi sulla copertura e sulla travatura a vista. Inoltre si rifondarono e consolidarono i muri perimetrali, le pareti interne ed esterne e si rigenerò la pavimentazione.
Alla fine del XX secolo, furono intrapresi ulteriori lavori di restauro che hanno permesso di ristrutturare ulteriormente la copertura dell’edificio, di realizzare il camminamento in ciottolato per il deflusso dell’acqua piovana e soprattutto di riportare alla luce gli affreschi trecenteschi dell’abside.

## Gli affreschi

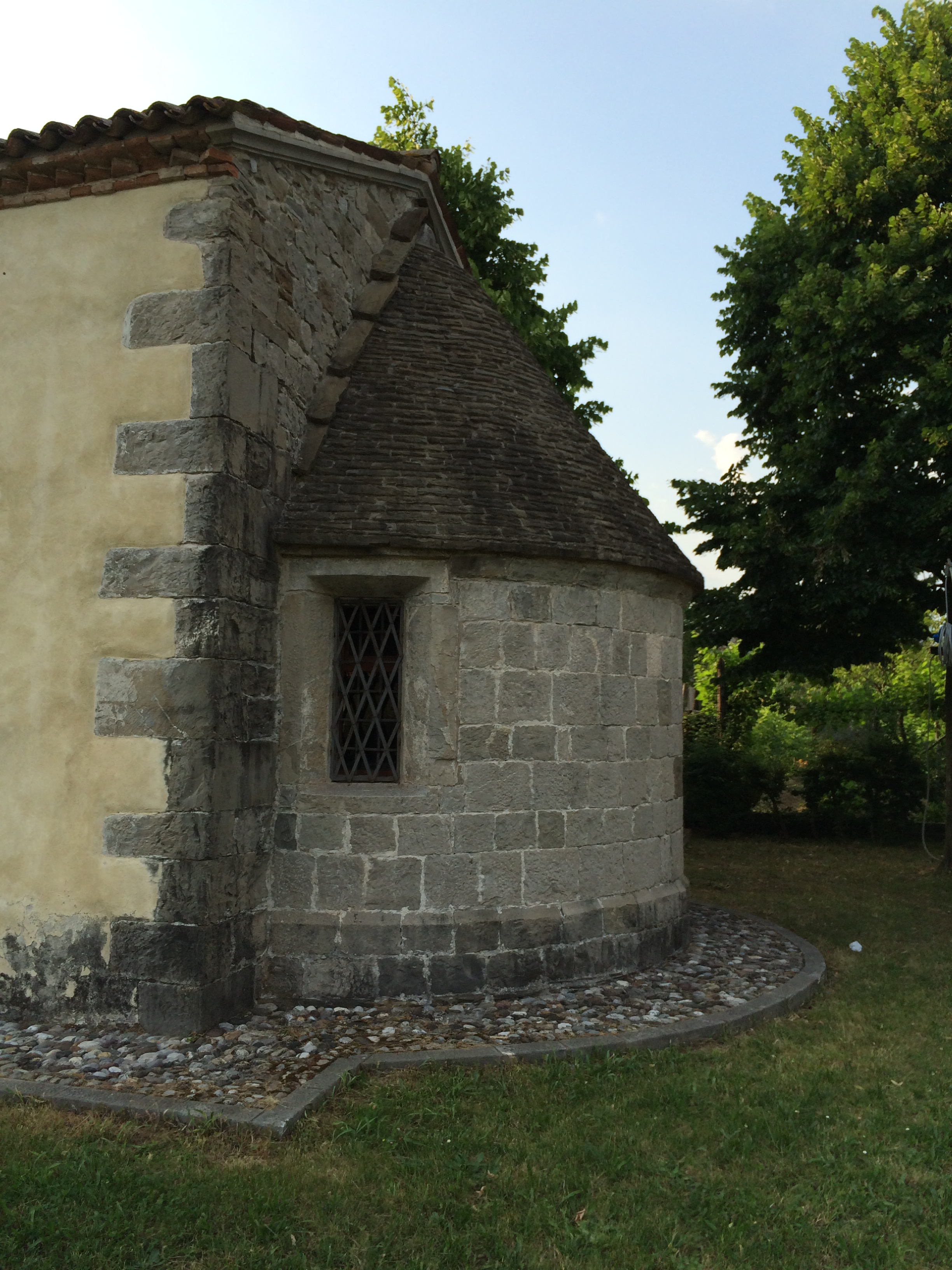
Esterno dell'abside

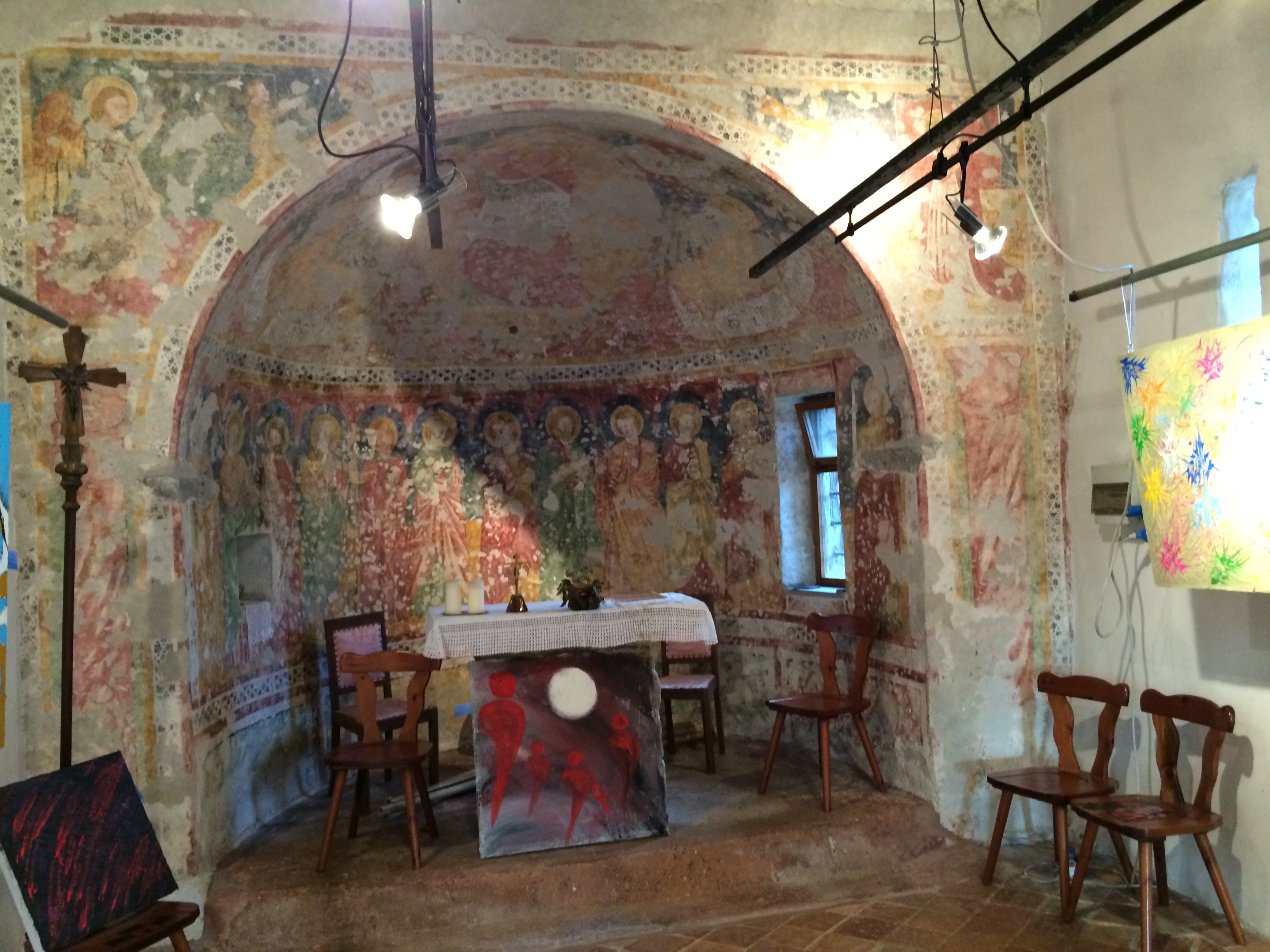
Affreschi dell'abside

Gli affreschi risalgono alla fine del Trecento e costituiscono un importante episodio della declinazione popolare di stile e modi pittorici giunti in Friuli con l'arrivo a Udine di Vitale da Bologna.
All'interno dell'emiciclo absidale sono raffigurati i Dodici Apostoli mentre sul catino absidale troneggia il Cristo benedicente in mandorla con il Tetramorfo raffigurante i simboli dei quattro Evangelisti (il leone - S. Marco, il bue - S. Luca, l’aquila - S. Giovanni e l’angelo - S. Matteo).
Sull'arco trionfale sono presenti l'Annunciazione di Maria con l’Angelo con il giglio e la Vergine ai lati e il Sacrificio di Caino e Abele in cui il primo offre le spighe vuote e il secondo le spighe turgide.
Nel clipeo centrale sovrastante è raffigurata la Madonna dell’Umiltà in cui la Vergine è seduta a terra con il Bambino.